# Myst
Овај чланак је о првој рачунарској игри под именом Myst. За цео серијал, погледајте чланак Myst франшиза.
Myst је графичка авантуристичка рачунарска игра коју су дизајнирали и чијим су стварањем руководили браћа Робин и Ранд Милер. Игру је развио Cyan Inc., студио смештен у Спокејну, Вашингтону, а Brøderbund ју је издао и дистрибуирао. Милерови су почели рад на Myst-у 1991. а објавили су га 24. септембра 1993.
Myst је био тако успешан да је подстакао настанак новог жанра рачунарских игара, авантуристичко-логичких игара у првом лицу. Игре које су се држале овог жанра су често и фанови и остали ословљавали са „Myst клонови“.

## Достигнућа
је продат у преко 6 милиона примерака и држао је титулу најпродаваније рачунарске игре свих времена кроз добар део 1990-их пре него што су му је преотели -и. Његова популарност је довела до:
- Четири наставка: , ,  и .
- Два римејка: Myst Masterpiece Edition и realMYST.
- и његови пакети проширења Uru: To D'ni и Uru: The Path of the Shell су хибридне игре за једног играча смештене у универзум Myst-а али у данашњем времену. Касније су објављене у јединственој компилацији под именом Myst Uru: Complete Chronicles. Онлајн верзија ових игара која је донекла слична онлајн играма играња улога за огроман број играча (MMORPG), названа Uru Live, била је планирана и у развоју, али се од ње одустало недуго након што је промовисана преко онлајн бета верзије која је била кратког века. Та игра је, у ограниченом облику, оживљена под именом Untìl Uru.
- Три романа изведена из игара, које су написали браћа Милер заједно са Дејвидом Вингроувом а која је објавио Хиперион. Називи романа су: ,  и  (најављена су још два издања, од којих ће једно бити под именом ).
- Два стрипа названа  које је објавио . Првобитно је у плану била серија од четири стрипа, али је Cyan отказао серију након броја #1 због расправа око уметничке слободе коју је себи дозволио Dark Horse.

## Прича
Под нејасним околностима, мистериозна особа позната као Странац (Stranger - у његовој улози је сам играч) проналази необичну књигу насловљену „Myst“. Након што је отворио књигу, Странац открива да њену прву страну заузима покретна слика. Она показује прелет преко неког острва. Додирнувши ту слику, Странац се пребацује на то острво и не преостаје му ништа друго осим да истражује.
На острву Myst се налази библиотека у којој се могу наћи две књиге - црвена и плава. Ове књиге су замке за Сируса и Ахенара, двојицу људи који тврде да су синови Ејтруса. Ејтрус је мистериозни и моћни власник острва Myst који је могао да пише посебне књиге користећи древну вештину познату под именом Уметност. Те књиге су буквално пребацивале корисника на светове, или Доба, која су у књизи била описана.